# Альказар, Жозеф
Жозе́ф Альказа́р (фр. Joseph Alcazar; 15 июня 1911 — 4 апреля 1979) — французский футболист, нападающий сборной Франции, участник чемпионата мира—1934.

## Карьера

### Клубная
Жозеф Альказар начал играть в футбол в клубе «Атлетик Либерте» из Орана. В 1927 году нападающий перешёл в «Олимпик Марсель», где выступал до 1936 года и с 1940 по 1942 годы. В составе «Олимпика» Альказар участвовал в первом чемпионате Франции и становился победителем и финалистом национального кубка. 11 сентября 1932 года Жозеф Альказар забил первый гол «Марселя» в чемпионатах Франции (в ворота клуба «Олимпик Лилль»).
Форвард выступал также за «Олимпик Лилль» и «Ниццу». Завершил карьеру в «Экс-ан-Провансе» в 1946 году.

### В сборной
Жозеф Альказар дебютировал в сборной Франции 25 января 1931 года в товарищеском матче с Италией. В матче против сборной Югославии, сыгранном 5 июня 1932 года форвард забил первый гол за «трёхцветных». Альказар попал в заявку национальной сборной для участия в чемпионате мира—1934 и сыграл в матче против Австрии.
В последний раз за сборную Альказар выступал 24 января 1935 года в товарищеском матче со сборной Испании. Всего нападающий провёл за национальную команду 11 матчей, в которых забил 2 гола.
| Матчи Альказара за сборную Франции | Матчи Альказара за сборную Франции | Матчи Альказара за сборную Франции | Матчи Альказара за сборную Франции | Матчи Альказара за сборную Франции | Матчи Альказара за сборную Франции | Матчи Альказара за сборную Франции |
| ---------------------------------- | ---------------------------------- | ---------------------------------- | ---------------------------------- | ---------------------------------- | ---------------------------------- | ---------------------------------- |
| №                                  | Дата                               | Оппонент                           | Счёт                               | Голы Альказара                     | Соревнование                       |                                    |
| 1                                  | 25 января 1931                     | Италия                             | 0:5                                | -                                  | Товарищеский матч                  |                                    |
| 2                                  | 8 мая 1932                         | Шотландия                          | 1:3                                | -                                  | Товарищеский матч                  |                                    |
| 3                                  | 5 июня 1932                        | Югославия                          | 1:2                                | 1                                  | Товарищеский матч                  |                                    |
| 4                                  | 9 июня 1932                        | Болгария                           | 5:3                                | -                                  | Товарищеский матч                  |                                    |
| 5                                  | 12 июня 1932                       | Румыния                            | 3:6                                | -                                  | Товарищеский матч                  |                                    |
| 6                                  | 21 января 1934                     | Бельгия                            | 3:2                                | -                                  | Товарищеский матч                  |                                    |
| 7                                  | 11 марта 1934                      | Швейцария                          | 0:1                                | -                                  | Товарищеский матч                  |                                    |
| 8                                  | 15 апреля 1934                     | Люксембург                         | 6:1                                | -                                  | Отборочный матч ЧМ—1934            |                                    |
| 9                                  | 10 мая 1934                        | Нидерланды                         | 5:4                                | 1                                  | Товарищеский матч                  |                                    |
| 10                                 | 27 мая 1934                        | Австрия                            | 2:3                                | -                                  | ЧМ—1934                            |                                    |
| 11                                 | 24 января 1935                     | Испания                            | 0:2                                | -                                  | Товарищеский матч                  |                                    |

Итого: 11 матчей / 2 гола; 4 победы, 0 ничьих, 7 поражений.

## Достижения
- Обладатель кубка Франции (1): 1934/35
- Финалист кубка Франции (1): 1933/34